# Histon
Histoni su bjelančevine, tj. bazični proteini (grade ih bazične aminokiseline arginin i lizin) koje pronalazimo u jezgri stanice, a služe kako bi se lanac DNK mogao uspješno spiralizirati u kromosome. 
Postoje histoni H1, H2A, H2B, H3 i H4. Po dva histona H2A, H2B, H3 i H4 (8 ukupno), zajedno s DNK, čine nukleosom, a histon H1 pomaže slagati nukleosom u kondenzirani oblik DNK, t.j. kromatinsko (solenoidno) vlakno.
Histoni se dijele u dvije skupine. H2A, H2B, H3, H4 su nukleosomalni histoni, a jedini pripadnik druge skupine je histon H1. 
Histoni pakiraju i stabiliziraju DNK tako što se udružuju s njom. Histonske oktamere povezuje DNK spona u nukleosom u eukariotskom kromosomu, tj. dvolančana DNK omotana oko čini nukleosom, koji je osnovna građevna jedinica kromatina.
Ako je DNK pakirana s histonima u nukleosome, stopa prepisivanja je niža nego kod DNK bez nukleosoma. Područja DNK koja nisu povezane s histonima u nukleosome nazivaju se nukleazna hipersenzitivna mjesta (NHM). Ta su mjesta važna u replikaciji i prepisivanju DNK i osjetljiva su na razgradnju nukleaza.
Uklonivši histone iz kromosoma dobije se bjelančevinska struktura nalik na skelu, koju tvore nehistonske bjelančevine. Te bjelančevine sudjeluju u replikaciji, popravku i transkripciji.
Histonske bjelančevine dio su eukariotskog kromosoma.